# Carlo Scognamiglio Pasini

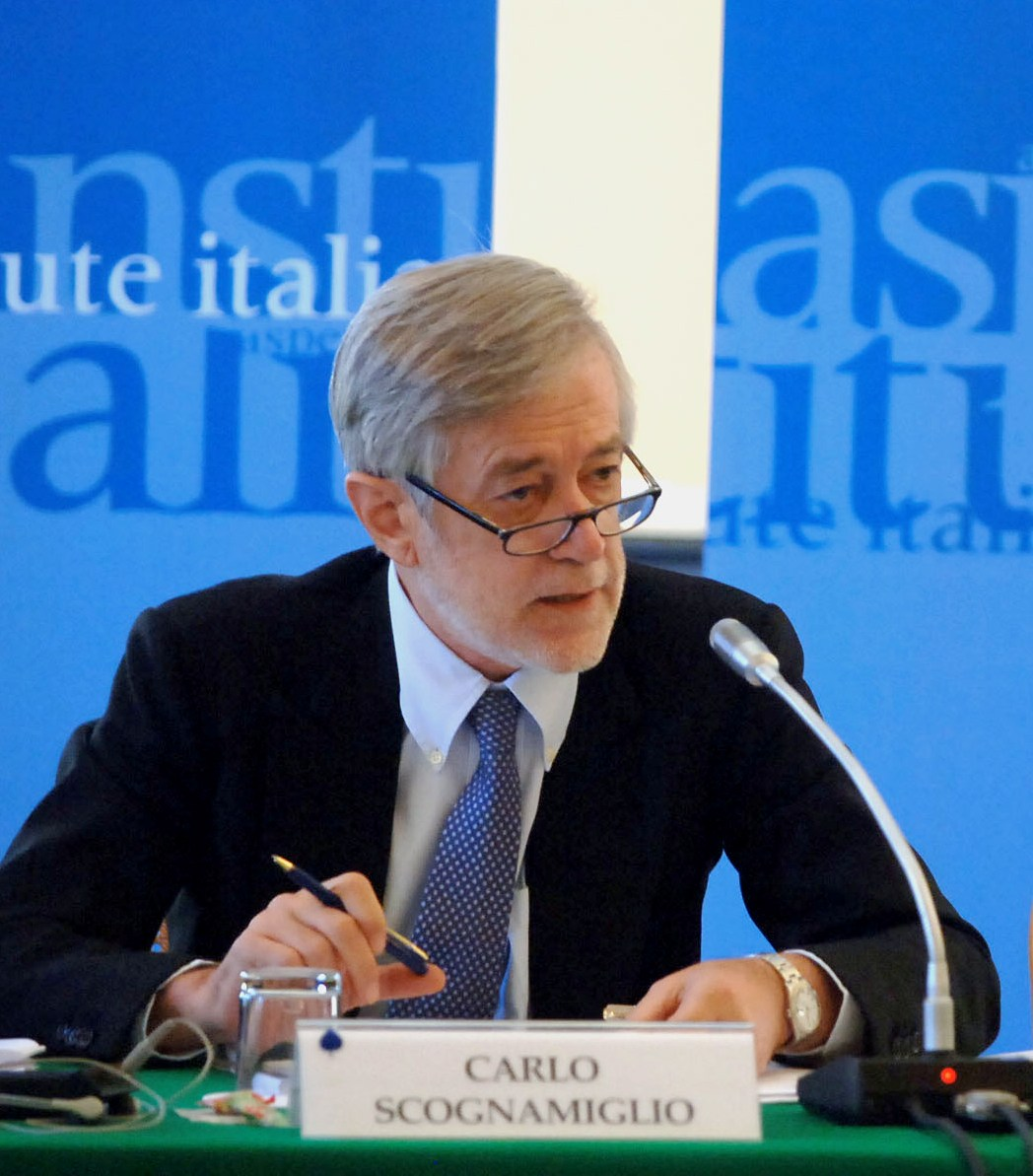
Carlo Scognamiglio Pasini (2009)

Carlo Luigi Scognamiglio Pasini (ital. Ausspr.ⓘ) (* 27. November 1944 in Varese) ist ein italienischer Wirtschaftswissenschaftler, Hochschullehrer und Politiker. Er war von 1994 bis 1996 Präsident des italienischen Senats sowie von 1998 bis 1999 Verteidigungsminister.

## Biografie
Nach dem Schulbesuch begann er 1963 ein Studium der Ökonomie an der Wirtschaftsuniversität Luigi Bocconi in Mailand, das er 1967 summa cum laude abschloss. Nach einer anschließenden Tätigkeit als Assistent an dieser Universität, absolvierte er von 1970 bis 1971 ein Postgraduiertenstudium an der London School of Economics. Im Anschluss war er seit 1973 als Außerordentlicher Professor für Corporate Finance und Ökonomie an der Universität Padua sowie der Wirtschaftsuniversität Luigi Bocconi tätig, ehe er 1980 einen Ruf als Ordinarius für Angewandte Industriewirtschaft an der Libera Università Internazionale degli Studi Sociali (LUISS) in Rom annahm. Später war er auch als Berater von Schatz- und Industrieministern tätig. Zwischen 1984 und 1992 war er darüber hinaus Rektor der LUISS.
1992 wurde er als Mitglied der Partito Liberale Italiano (PLI) zum Mitglied des Senats (Senato della Repubblica) gewählt, dem er bis 2001 angehörte. Nach der Auflösung der PLI trat er 1994 der neugegründeten Partei Forza Italia bei und wurde nach dem Wahlsieg von Silvio Berlusconis Mitte-rechts-Wahlbündnis Polo per le Libertà mit nur einer Stimme Mehrheit als Nachfolger von Giovanni Spadolini im April 1994 zum Präsidenten des Senats gewählt. Dieses Amt bekleidete er bis zu seiner Ablösung durch Nicola Mancino im Jahr 1996.
Scognamiglio verließ im Februar 1998 Forza Italia und trat der vom ehemaligen Staatspräsidenten Francesco Cossiga gegründeten Mitte-Partei Unione Democratica per la Repubblica (UDR) bei. Am 21. Oktober 1998 wurde er von Ministerpräsident Massimo D’Alema zum Verteidigungsminister ernannt und nahm dieses Amt bis zum Ende von D’Alemas erster Amtszeit am 22. Dezember 1999 wahr. Nach dem Auseinanderbrechen der UDR im Februar 1999 gehörte Scognamiglio der Fraktion Rinnovamento Italiano an, ab November 1999 der „gemischten Gruppe“ fraktionsloser Senatoren.
Nach seinem Ausscheiden aus dem Senat nahm er 2001 seine Tätigkeit als Ordentlicher Professor für Angewandte Industriewirtschaft an der LUISS wieder auf. Parallel dazu blieb er aber auch politisch aktiv. So gründete er 2003 zusammen mit dem Patto Segni von Mariotto Segni die Partei Patto – Partito dei Liberaldemocratici (auch „Patto Segni-Scognamiglio“ genannt), der er bis 2006 als Presidente vorstand. Die Partei trat zur Europawahl 2004 an, erhielt aber nur 0,5 % und damit keinen Sitz.

## Veröffentlichungen
Während seiner Lehrtätigkeit war er darüber hinaus auch Verfasser mehrerer wirtschaftswissenschaftlicher Fachbücher und politischer Bücher:
- Mercato dei Capitali e Borse Valori. Mailand 1974.
- Crisi e Risanamento dell’Industria Italiana. Mailand 1979.
- Rapporto sulle Partecipazioni Statali. Mailand 1980.
- Teoria e Politica della Finanza Industriale. Bologna 1987.
- Rapporto al Ministro del Tesoro della commissione per il riassetto del patrimonio mobiliare pubblico e per le privatizzazioni. Rom 1990.
- La Democrazia in Italia. Mailand 1996.
- La Guerra del Kosovo. Mailand 2002.
- Adam Smith XXI Secolo. Rom 2005
- Economia Industriale. Economia dei Mercati Imperfetti. Rom 2006.
- Adam Smith. Adam Smith visto da Carlo Scognamiglio Pasini. Rom 2007 (Nachdruck 2009).
- Keynes e la Crisi del Nuovo Millennio, (Vorwort von Carlo Azeglio Ciampi). Rom 2009.